# 佐野常羽
佐野 常羽（さの つねは、1871年8月18日（明治4年7月3日） - 1956年（昭和31年）1月25日）は、日本の海軍軍人。海軍少将、伯爵。日本のボーイスカウトにおける指導者の訓練体系を確立した。日本赤十字社の創始者である佐野常民の子。

## 経歴
海軍兵学校に入学し、1891年（明治24年）、卒業する（18期）。日清戦争では浪速分隊士として従軍。1900年（明治33年）2月、清国南部出張を命じられ、北清事変には和泉分隊長として参戦。1902年（明治35年）12月26日、家督を継いで伯爵となる。
東郷平八郎のもとで砲術長をつとめ、その後、海軍高等通訳官、ドイツ大使館付武官、戦艦榛名の艦長などを歴任する。ドイツ大使館付武官であった頃に、しばしばロンドンに滞在し、本場のボーイスカウト運動を多く見聞する。
退役後の1922年（大正11年）、栃木県佐野に「唐沢義勇少年団」を結成。1924年（大正13年）、第2回世界ジャンボリーに参加（団長は三島通陽）し、その後ボーイスカウト国際会議に日本代表として参加。ギルウェル指導者訓練所（ギルウェル・パーク）に日本人として初めて入所する。1925年（大正14年）、富士山麓山中湖畔大洞にて第1回指導者訓練所開設（のちの山中野営場、中央指導者実修所）を開設し所長に就任。これによって、日本のボーイスカウト運動における指導者の訓練体系が確立された。1929年（昭和4年）、第3回世界ジャンボリー派遣団の団長として大会参加。1931年（昭和6年）に、ロバート・ベーデン・パウエル卿より、ボーイスカウトイギリス連盟の最高功労章であるシルバー・ウルフ章を贈られる（日本人で本章を授与されたのは、昭和天皇と佐野の二人だけである）。1947年（昭和22年）11月28日、公職追放仮指定を受けた。
1954年（昭和29年）、ボーイスカウト日本連盟から「長老」の称号を贈られる。1955年（昭和30年）、日本連盟の最高功労章である「きじ章」を贈られる。1956年（昭和31年）、1月25日死去。享年86。
ボーイスカウト日本連盟所属の山中野営場（山梨県南都留郡山中湖村）の玄関には佐野の胸像が置かれている。また、山中野営場には彼の名をとった「佐野広場」があり、記念碑（道心堅固の碑）が建てられている。

## 親族
妻は保科正益の次女・尚子。養子の佐野常光（つねみつ、1906年生）は一条実輝公爵の次男で旧名・実光。その妻佐野禮子は竹田宮恒久王の第1王女。
養孫には
常行(1935年2月10日生、三女あり)
常武(1942年5月9日生、)
常倶(1946年12月29日生、)
がいる。

## 栄典
位階
- 1894年（明治27年）5月11日 - 正八位[6]
- 1901年（明治34年）12月20日 - 正五位[7]
- 1906年（明治39年）12月27日 - 従四位[8]
- 1912年（大正元年）12月28日 - 正四位[9]
- 1920年（大正9年）1月10日 - 従三位[10]
- 1928年（昭和3年）1月16日 - 正三位[11]

勲章等
- 1895年（明治28年）11月18日 - 勲六等単光旭日章[12]・明治二十七八年従軍記章[13]
- 1901年（明治34年）12月28日 - 勲五等瑞宝章[14]
- 1906年（明治39年）4月1日 - 功四級金鵄勲章・勲四等旭日小綬章・明治三十七八年従軍記章[15]
- 1913年（大正2年）5月31日 - 勲三等瑞宝章[16]
- 1940年（昭和15年）8月15日 - 紀元二千六百年祝典記念章[17]

## 弥栄
読みは「いやさか」。ボーイスカウト日本連盟、およびギルウェル指導者訓練所の祝声である。
世界各国のスカウトは自国語の祝声（Cheer、他者を祝賀、賞賛する際や、再会を約して別れる折などに唱和する掛け声のこと。一般に用いられる万歳のようなもの）を持ち、日本連盟は古語である「弥栄」を採用していた。
1924年（大正13年）、ギルウェル指導者訓練所の所長であったJ・S・ウィルソンから、その時入所していた13国の指導者全員に、各国のスカウト祝声を披露するようにとの命令があった。
このとき佐野は、「弥栄」を披露し、「ますます栄える（More Glorious）」という意味であることを説明したところ、ウィルソン所長は、「発声は日本のものが一番よい。そのうえ哲学が入っているのが良い」と賞賛し、以後、ギルウェル訓練所の祝声を「弥栄」とすることに定めた。

## 清規三事
佐野常羽の残した教えのひとつに「清規三事」がある。（読みは「しんきさんじ」、「ちんぎさんじ」、「せいきさんじ」など諸説ある。）それぞれの英訳も佐野が行ったものである。
- 実践躬行 （じっせんきゅうこう、Activity First）

スカウト運動（スカウティング）は、自ら実行することが第一である。
- 精究教理 （せいきゅうきょうり、Evaluation Follows）

物事の実行には、その価値を評価し、反省し、そして理論を探求することが必要である。
- 道心堅固 （どうしんけんこ、Eternal Spirit）

実行・評価・反省を繰り返して「さとり」をひらき、永遠に滅びることのない心境を開くよう努力すべきである。

## 著書
- 『少年斥候法　四の巻』（少年団日本聯盟、昭和4年）